# مورتال كومبات 2 (فلم)
مورتال كومبات 2 (بالإنجليزية: Mortal Kombat II) هو فيلم أمريكي قادم ينتمي إلى نوع فنون القتال والفانتازيا، من إخراج سايمون مكويد وكتابة جيريمي سليتر، ويستند إلى سلسلة ألعاب الفيديو التي أنشأها إد بون وجون توبياس. يُعد الفيلم تتمة لـ مورتال كومبات (2021) ورابع أفلام سلسلة مورتال كومبات. يضم طاقم التمثيل عددًا من الأسماء العائدة من الفيلم السابق، من بينهم: جيسيكا ماكنامي، جوش لوسون، لودي لين، ميكاد بروكس، لويس تان، ديمون هيريمان (بدور مختلف)، تشين هان، تادانوبو أسانو، جو تاسليم، وهيرويوكي سانادا، مع انضمام كلٍّ من كارل أوربان، أدلين رودولف، وتاتي غبريال إلى طاقم الفيلم.
عقب إصدار فيلم مورتال كومبات في أبريل 2021، بدأ المنتج تود غارنر، والكاتب غريغ روسو، والمخرج سايمون مكويد في مناقشة مستقبل السلسلة، بما في ذلك أفلام مستقلة تركز على شخصيتي "جوني كايج" و"بي-هان"، بالإضافة إلى جزء ثانٍ للفيلم. وبحلول عام 2022، حصل الجزء الثاني على الضوء الأخضر من شركة "وارنر برذرز بيكتشرز"، مع تعيين جيريمي سليتر لكتابة السيناريو وعودة مكويد للإخراج.
بدأ التصوير في يونيو 2023 في أستراليا، لكنه توقف في منتصف يوليو بسبب إضراب نقابة الممثلين الأمريكيين، ثم استؤنف في منتصف نوفمبر، واختُتم في أواخر يناير 2024.
من المقرر أن يُعرض فيلم مورتال كومبات 2 في دور السينما بتاريخ 24 أكتوبر 2025، بواسطة شركة "وارنر برذرز بيكتشرز".

## طاقم التمثيل
- كارل أوربان بدور جوني كايج
- أدلين رودولف بدور كيتانا
- جيسيكا ماكنامي بدور سونيا بلايد
- جوش لوسون بدور كانو
- لودي لين بدور ليو كانغ
- ميكاد بروكس بدور جاكسون "جاكس" بريغز
- تاتي غابريل بدور جايد
- لويس تان بدور كول يونغ
- ديمون هيريمان بدور كوان تشي
- تشين هان بدور شانغ تسونغ
- تادانوبو أسانو بدور اللورد رايدن
- جو تاسليم بدور بي-هان / نوب سايبوت
- هيرويكي سانادا بدور هانزو هاساشي / سكوربيون
- مارتن فورد بدور شاو كان
- ديسموند تشيام بدور الملك جيرود
- آنا ثو نغوين بدور الملكة سيندل
- ماكس هوانغ بدور كونغ لاو (نسخة الرافِننت)

- سي جي بلومفيلد بدور باراكا

## الإصدار
من المقرر أن يصدر فيلم "مورتال كومبات 2" في دور العرض السينمائية في الولايات المتحدة بواسطة وارنر برذرز بيكتشرز بتاريخ 24 أكتوبر 2025.